# 南沙織ヒット全曲集 -1974年版-
『南沙織ヒット全曲集』（みなみさおりヒットぜんきょくしゅう）は、南沙織のベスト・アルバム。1974年11月1日発売。発売元はCBSソニー。

## 解説
CBS社が開発した「SQ4チャンネルステレオ」方式で収録されているのが特徴。4つのスピーカーを配置することによって、立体的なサラウンドを楽しむことができる。また、2つのスピーカー（2チャンネル）を配置した従来通りの再生も可能である。
一部の音源は、ボーカルが別テイクとなっている。その別テイク・ヴァージョンは本作品以外に収録されておらず、未CD化のままである。
SQ4チャンネルステレオ対応の「ヒット全曲集」は、CBSソニー所属歌手から同一タイトルのシリーズとして一斉にリリースされている。南以外にも浅田美代子、天地真理、内田あかり、金井克子、山口百恵、にしきのあきら、ピーター、キャンディーズのそれらが同日に発売された。なお、本シリーズの各ジャケット写真は、コード状になっているシャッター・ボタンを自ら手に持って本人が撮影したものである。

## 収録曲
- 全作詞: 有馬三恵子（A-1以外）、全作曲・編曲: 筒美京平

### Side A
1. シンシアのテーマ
2. 17才
3. 潮風のメロディ
4. ともだち
5. 純潔 -SQ 4ch ver.-
6. 哀愁のページ -SQ 4ch ver.-

### Side B
1. 早春の港 -SQ 4ch ver.-
2. 傷つく世代 -SQ 4ch ver.-
3. 色づく街 -SQ 4ch ver.-
4. ひとかけらの純情
5. バラのかげり
6. 夏の感情

## 関連作品
- 南沙織ヒット全曲集 -1975年版-
- 南沙織ヒット全曲集 -1976年版-